# Scanno
Scanno ist eine italienische Gemeinde in der Provinz L’Aquila in den Abruzzen und ist Mitglied der Vereinigung I borghi più belli d’Italia (Die schönsten Orte Italiens). Ein Teil des Gemeindegebiets gehört zum Nationalpark Abruzzen, Latium und Molise. 
In Scanno leben 1697 Einwohner (Stand am 31. Dezember 2023). Die Nachbargemeinden sind Anversa degli Abruzzi, Barrea, Bisegna, Bugnara, Civitella Alfedena, Introdacqua, Opi, Pescasseroli, Pettorano sul Gizio, Rivisondoli, Rocca Pia, Villalago und Villetta Barrea.
Der Haupterwerbszweig ist der Tourismus. Daher steht die Pflege alter Handwerkszweige und alten Brauchtums (Trachten mit Spitzenklöpplereien) im Vordergrund der Tätigkeiten.
Die Kirche Santa Maria delle Valle stammt aus dem 13. Jahrhundert und wurde in der zweiten Hälfte des 16. Jahrhunderts stark verändert, auch die Fassade.